# Paradise (2023)
Paradise ist ein deutscher dystopischer Science-Fiction-Thriller von Boris Kunz aus dem Jahr 2023. Die Hauptrollen sind mit Kostja Ullmann, Corinna Kirchhoff, Marlene Tanczik und Iris Berben besetzt. Der Film wurde am 27. Juli 2023 auf Netflix veröffentlicht.

## Handlung
Das Biotech-Startup Aeon ist unter der Leitung der Gründerin Sophie Theissen zu einem milliardenschweren Konzern geworden. Das Unternehmen überträgt durch einen medizinischen Eingriff Lebensjahre von jungen Menschen an zahlungswillige Personen, die die Lebenszeitspender finanziell entschädigen. Das Prozedere erfordert nicht näher beschriebene genetische Übereinstimmungen zwischen Spender und Empfänger, die durch Wangenabstriche katalogisiert werden. Ein Kollektiv namens „Die Adam-Gruppe“ ist nicht mit Aeons Technologie einverstanden und geht aktiv und gewalttätig dagegen vor. Ihre Anführerin Lilith und ihre Gefolgsleute verüben mehrere Anschläge auf Empfänger von übertragenen Lebensjahren.
Max Toma, ein Vertreter von Aeon, überredet die Menschen, sich von ihren Jahren zu trennen. Er spricht aus eigener Erfahrung, da er fünf Jahre seines Lebens eingetauscht hat, um sein Studium zu finanzieren. Max ist überzeugter Anhänger seines Arbeitgebers und schätzt die offensichtlichen Vorteile des Altersaustausches. Durch seine Arbeit konnte er sich zusammen mit seiner Ehefrau Elena eine luxuriöse Wohnung leisten. Er ahnt nicht, dass seine Frau als Kreditbedingung 40 Jahre als Pfändung hinterlegt hat. Als ihre Wohnung abbrennt, zahlt die Versicherung nichts, da die Ursache eine Unachtsamkeit von Elena war. Max versucht mit Sophie zu verhandeln, erhält jedoch nur einen minimal besseren Job, der nicht genügend Geld erbringt. Als sie den Kredit nicht mehr zurückzahlen können, wird Elena von den Behörden festgenommen und einer Operation bei Aeon unterzogen. Dabei werden ihr achtunddreißig Jahre entzogen. Dadurch altert ihr Körper abrupt und sie wird innerhalb weniger Tage zu einer alten Frau.
Max ahnt, dass Sophie die Lebensjahre von Elena erhalten hat, um sich zu verjüngen, da sie mehr Zeit für die Forschung und Optimierung des Verfahrens der Altersspende benötigt. Es kommt heraus, dass Sophie bereits Jahre zuvor auf Elena als passenden Zeitspender aufmerksam wurde und Max auf sie angesetzt hatte. Max verliebte sich jedoch in Elena und die beiden heirateten. Damit Sophie ihre Zeitspende trotzdem erhält, hat sie die Wohnung in Brand gesetzt. Max ist wütend und will mit Hilfe einer Untergrundorganisation aus Litauen die Spende rückgängig machen. Er entführt die junge Sophie und flüchtet gemeinsam mit Elena. Es stellt sich jedoch heraus, dass Max nicht die junge Sophie, sondern deren Tochter Marie entführt hat. Er möchte seinen Plan trotzdem umsetzen, um Sophie einen Denkzettel zu verpassen. Elena ist von Max’ Plan zunächst nicht begeistert. Da die beiden jedoch eine Familie gründen wollen, willigt sie schließlich ein.
Das Trio wird jedoch von der Adam-Gruppe gefangen genommen. Lilith plant, Sophie in eine Falle zu locken und zu töten. Max hilft ihr dabei, da sie droht, Elena zu töten. Eine verjüngte Sophie taucht tatsächlich auf und möchte mit ihrer Tochter sprechen. Es kommt zu einer Auseinandersetzung, bei der Sophie angeschossen wird. Auch bei der Adam-Gruppe gibt es mehrere Opfer, darunter auch Lilith. Elena und Max können mit Marie fliehen. Sie machen sich auf den Weg zu Dr. Berg, der die Zeitspende rückgängig machen soll. Max bekommt Zweifel an seinem Plan, da er erkennt, dass er dann nicht besser ist als Sophie. Er gesteht Elena, dass er den Plan beerdigen will. Diese willigt allerdings nicht ein und wirft Max aus dem Auto. An ihrem Ziel angekommen, lässt sie die Spende mit Marie als Spender rückgängig machen. Marie kann daraufhin von dem Sicherheitspersonal ihrer Mutter gerettet werden. Sie muss jedoch erkennen, dass ihre Mutter erst einmal nicht vorhat, ihre Zeitspende rückgängig zu machen.
Einige Zeit später beobachtet Max die schwangere Elena mit einem neuen Mann. Max ist nun der Anführer der Adam-Gruppe und organisiert einen Überfall auf einen Aeon-Campus.

## Hintergrund
Im März 2022 wurde die Produktion durch Netflix angekündigt. Die Dreharbeiten fanden zwischen dem 22. März 2022 bis zum 12. Juni 2022 an 53 Drehtagen in Palanga, Klaipėda, Kaunas, Vilnius und Berlin statt.

## Kritiken
Auf dem Rezensionsaggregator Rotten Tomatoes hat der Film eine Zustimmungsrate von 61 % basierend auf mehr als 250 Rezensionen mit einer durchschnittlichen Bewertung von 7/10. Kathleen Hildebrand von der Süddeutschen Zeitung urteilte, dass der Film ein Carpe-diem-Gefühl beschert, welches „im dystopischen Filmgenre selten ist“.
Ulf Lepelmeier von Filmstarts findet, dass der Film „ein gelungener Netflix-Sci-Fi-Blockbuster – aus Deutschland!“ sei. Außerdem punkte der Film „mit einer spannenden Prämisse, starken Schauspielleistungen und einer emotional packenden ersten halben Stunde“. Des Weiteren habe er „sozialkritische Züge“.
In der ersten Woche nach der Veröffentlichung erreichte der Film 16,1 Millionen Stunden, dies ergibt 8,1 Millionen Zuschauer. Dies führte zu Platz eins der nicht englischsprachigen Spielfilme.